# (4884) Bragaria
(4884) Bragaria est un astéroïde de la ceinture principale.

## Description
(4884) Bragaria est un astéroïde de la ceinture principale. Il fut découvert le 21 juillet 1979 à Naoutchnyï par Nikolaï Tchernykh. Il présente une orbite caractérisée par un demi-grand axe de 2,22 UA, une excentricité de 0,17 et une inclinaison de 4,7° par rapport à l'écliptique.

## Compléments